# Erik Leijonhielm
Erik Leijonhielm, tidigare Baaz, född 11 november 1621 i Småland, död 17 oktober 1687, var en svensk militär.

## Biografi
Erik Leijonhielm föddes 1621 i Småland. Han var son till Joannes Baazius. Leijonhielm blev i april 1634 studiepage hos hertig Carl Gustaf och 1 november 1637 student vid Uppsala universitet. Han blev 1 november 1638 mönsterskrivare vid Koskulls finska regemente i Riga och tog avsked därifrån 23 juli 1643. Leijonhielm blev 20 januari 1644 fänrik vid Kalmar regemente, 16 augusti 1649 kaptenlöjtnant vid Gärffelts norrländska regemente, 8 februari 1650 regementskvartermästare vid Kalmar regemente, 5 juli 1655 kapten och 20 augusti 1656 major. Han blev 8 januari 1659 kommendant på Malmö slott och 20 december samma år överstelöjtnant vid Kalmar regemente. Den 6 mars 1667 blev han överste för Västmanlands regemente. Han adlades 20 mars 1667 till Leijonhielm och introducerades 1668 i Sveriges Riddarhus som nummer 784. Han blev överste och kommendant på Kalmar slott, konfirmerad fullmakt 28 februari 1670. Leijonhielm blev 2 september 1675 vice landshövding i Kalmar län. Leijonhielm avled 1687 och begravdes i Rumskulla gamla kyrka, där hans epitafium uppsattes.

### Familj
Leijonhielm gifte sig första gången 2 maj 1647 med Christina Andersdotter. De fick tillsammans barnen Brita Leijonhielm (1648–1682) som var gift med majoren Gustaf Gyllencartau, Johan Leijonhielm (1651–1658), Margareta Leijonhielm (1652–1661), landshövdingen Anders Leijonhielm (1655–1727), Anna Leijonhielm (född 1658) som var gift med kaptenen Arvid Eketrä, kaptenen Johan Leijonhielm (1660–1700), Bengt Leijonhielm (född 1662) och Margareta Leijonhielm (1665–1719) som var gift med kaptenen Erik de la Grange.
Leijonhielm gifte sig andra gången 10 oktober 1686 med Margareta Beata Rosenholm (född 1647), dotter av häradshövdingen Erik Rosenholm och Anna Pedersdotter.